# Festival de Violeiros
Festival de Violeiros é uma das tradições de Feira de Santana, na Bahia.
Ocorre no centro da cidade, e costuma ter apoio da prefeitura.